# Stylocoeniella armata
Stylocoeniella armata är en korallart som beskrevs av Ehrenberg 1834. Stylocoeniella armata ingår i släktet Stylocoeniella och familjen Astrocoeniidae. IUCN kategoriserar arten globalt som livskraftig. Inga underarter finns listade i Catalogue of Life.